# Česká příjmení

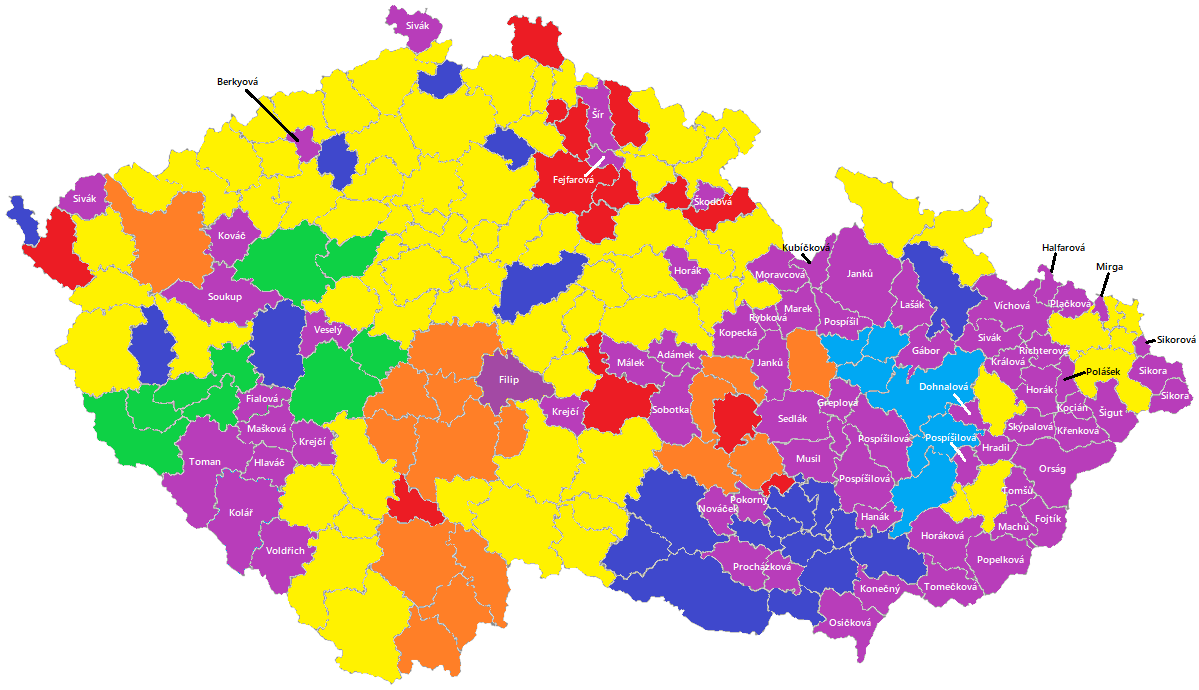
Nejčastější příjmení v obvodech obcí s rozšířenou působností:
Novák nebo Nováková
Dvořák nebo Dvořáková
Novotný nebo Novotná
Svoboda nebo Svobodová
Černý nebo Černá
Navrátil nebo Navrátilová
Ostatní (vyznačené na mapě)

Tento článek pojednává o českých příjmeních, tj. zejména o takových, která se vyskytovala anebo vyskytují v českém jazykovém prostředí na území českých zemí nebo v působnosti české legislativy.

## Vývoj příjmení v českých zemích

### Nedědičná příjmení
Příjmení vznikala postupně s potřebou rozlišit obyvatele od 14. do 18. století. Tato příjmí ovšem nebyla dědičná a často se mohla změnit při dalším sňatku, stěhování, změně povolání, zdravotního stavu.

### Dědičnost příjmení
Dědičnost (po otcovské linii) příjmení byla nařízena patentem císaře Josefa II. z roku 1780. Nemanželské děti přesto i poté obvykle dostávaly příjmení své matky. Příjmení vznikalo z příjmí, přezdívky, jména odvozeného z původu předků, křestních jmen předků nebo takzvaného jména po chalupě. Historické přídomky neoznačovaly místo narození dotyčného, ale původ rodu, případně sídlo (tak se např. Mikuláš Dačický z Heslova nenarodil v Heslově, ale v Kutné Hoře. Podobně i Jan Žižka z Trocnova a Kalicha, který se však v Trocnově narodil).
Výzkumem unikátnosti českých příjmení (zda všichni nositelé příjmení pocházejí z jednoho předka) a genetického a geografického původu jejich nositelů s využitím metod tzv. genetické genealogie (analýzou chromozomu Y, který se stejně jako příjmení dědí po otcovské linii) se od roku 2007 zabývá vědecký projekt Genetika a příjmení.

### Povinné používání příjmení
Povinné používání příjmení v českých zemích zavedl císař Josef II. patentem z 1. listopadu 1786. Tehdy si i židé museli zvolit německé příjmení, nebo jim bylo úředně určeno (často složené, jako Hauptvogel, Rothschild, Frühauf apod.). Jména jim byla určována často podle domovního znamení domu, v němž bydleli, nebo jejich místního původu (Taussig, či Taussinger – pocházející z Domažlic, německy Taus), jinde náhodně (dostávali také posměšná příjmení).

### Degermanizace příjmení v českých zemích
V českých zemích se příjmení měnila podle národnostního cítění nositele již v 19. století (Vojta Náprstek, původně Adalbert Fingerhut).
Po druhé světové válce vznikla v rámci snah o degermanizaci jazyka také vlna snah o počeštění („odgermanizování“) českých příjmení. Tak český jazykovědec profesor František Oberpfalcer-Jílek ve svém spisku „Počeštěme svá příjmení“ uvádí, že německé příjmení má asi sedmina obyvatel, přičemž k tomu došlo často „zvůlí vrchnostenských úředníků“, kteří česká příjmení poněmčovali a zapisovali do urbářů apod. v německé podobě (např. příjmení Hrnčíř zapsali jako Tefr, což je zkomolené Töpfer (něm. 'hrnčíř'). Jílek (který šel sám příkladem a německé příjmení Oberpfalcer si roku 1946 změnil podle jména otcovy matky na Jílek) navrhuje čerpat při výběru nového příjmení z historie jmen ženských členů rodiny (manželky, babičky apod.). Změna příjmení byla ulehčena i státem: zatímco změna běžného příjmení stála 125 Kčs, změna německého příjmení stála 5 Kčs.

### Pravopis některých příjmení
Pravopis s -au- na místě dnešního -ou-, -ú- nebo -ů- (Aujezdský, Aulický, Autrata, Saudek, Auředník, Kaucký) nebo g místo j (Geřábek, Girsa, Gura, Gindra) jsou relikty tzv. bratrského pravopisu (vyslovované ou se psalo au), který byl v češtině opuštěn v polovině 19. století.

## Počet českých příjmení
V databázi ministerstva vnitra České republiky bylo k roku 2016 evidováno 412 387 unikátních příjmení. Novější data již nejsou dostupná z důvodu GDPR.

## Původ podle významu
Dobrava Moldanová dělí příjmení na:
- Příjmení vzniklá z rodných a křestních jmen (jedná se nejen o jména, ale i o odvozeniny z nich)
- Příjmení z místních jmen – sem mohou patřit označení odvozená z názvů vesnic nebo měst, krajů či zemí i označení národnosti (Němec, Polák, Vlach). Podobnou povahu mohou mít i některá apelativní označení (Hořejší, Dolejší, Domácí).
- Příjmení z apelativ (zařazují člověka podle jeho místa v lidském kolektivu - zaměstnání, charakteristické rysy, události, jimiž se proslavil atd.). Sem lze řadit i příjmení odkazující na zvířata, rostliny, části těla, přírodní jevy, věci atd.
- Příjmení ze slov cizího původu

## Gramatická typologie
[zdroj?]
Příjmení ve tvaru podstatného jména mohou být vytvořena ze slov všech tří rodů (Jelen, Hora, Kopýtko), ale jako příjmení se používají v mužském rodu, pro ženský rod se zpravidla přechylují a nejsou-li přechýlená, pak se zpravidla stávají nesklonnými. Mohou pocházet z rodných a křestních jmen, označení profesí, funkcí, vlastností, společenského postavení, rostlin, živočichů, porostů, částí těla, věcí, poživatin, přírodních útvarů, dnů v týdnu atd.
Jako s podstatnými jmény se zachází i se stovkami příjmení pocházejícími ze jmenného tvaru slovesa, zpravidla příčestí činného minulého (Skákal, Vyskočil, Řídkošil, Navrátil, Pospíšil).
Příjmení v substantivním tvaru se do ženského rodu zpravidla přechylují přidáním koncovky -ová za kmen mužského tvaru. I pokud je mužským příjmením původně obecné slovo ženského rodu (Vrána, Smetana), získává gramaticky rod mužský a ženská varianta se tvoří přechylováním příponou -ová (Vrána – Vránová).
Část příjmení má tvar přídavného jména. Mohou vyjadřovat například místní příslušnost (Rosický), vlastnost, profesi nebo funkci (Pokorný, Bílý, Ponocný), ale i řadové číslovky v adjektivním tvaru (Devátý a Pátý). Celkem existuje přibližně 4200 příjmení tohoto typu[zdroj?]. Jde-li o přídavná jména podle vzoru „mladý“, ženská podoba má podle pádu odpovídající koncovky, v prvním pádu -á.
Řada příjmení má tvar zpodstatnělého přídavného jména podle vzoru „jarní“: Dolejší, Hořejší, Domácí, Podhorní, Slabší, Lepší, Zlejší, Starší, Ryzí, Závodní, Zvířecí, Kačí, Kočí, Krejčí, Lovčí, Hrabí, Rosí, Komrzí, Kolací, Šašecí, Tachecí, Mikší, Oujiří, Jánoší, Jančí, Jiří, Brixí. U nich je v prvním pádu je mužská i ženská podoba stejná, mužská podoba se běžně skloňuje, ženská podoba má ve všech pádech stejný tvar.
Několik typů příjmení má tvar vyjadřující příslušnost k rodu genitivem plurálu substantivního nebo adjektivního označení.
Příjmení typu Adamů, Antonů, Antoňů, Bartů, Bratrů, Bártů, Filipů, Fojtů, Franců, Hajdů, Havlů, Holků, Honců, Honsů, Honzů, Jakubů, Janků, Janů, Jirků, Josefů, Jurů, Jírů, Kalců, Kašparů, Knězů, Korchů, Kovářů, Kravců, Krejčů, Kubů, Kšiců, Laššů, Lukšů, Machů, Macků, Marešů, Martinků, Martinů, Matoušů, Matušů, Matějů, Matůšů (Matúšů), Michalů, Mikulů, Obereignerů, Paulů, Pavlů, Petrů, Ševců, Šimků, Šimonů, Štěpánů, Švábů, Tomášů, Tomsů, Tomšů, Tůmů, Vavrů, Vašků, Vejvodů, Venclů, Vitků, Voců, Vondrů, Václavů, Vávrů, Vítků, Vítů, Wáwrů, Židů si ponechávají v obou rodech a ve všech pádech stejný tvar, přechylují se spíše výjimečně.
Podobnou povahu mají i příjmení typu Šerých, Janůj, Vaškůj či Petrův, u nich je někdy povědomí původu již setřeno a někdy se skloňují či přechylují, jako by šlo o jméno v prvním pádu: panu Šerýchovi, paní Vaškůjová, paní Petrůvová (nikoliv Petrova).
Z jiných slovanských jazyků se do českého prostředí dostala i příjmení končící –ic, -ič, –ec, -in atd., která v některých případech pocházejí také z přivlastňovacího tvaru, ale v češtině se s nimi obvykle zachází jako se základním jmenným tvarem a běžně se skloňují a přechylují. Některé koncovky se neformálně vyskytují v českých nářečních podobách (Novákojc, Novákovic).
Specifickým a relativně vzácným typem jsou příjmení tvořená imperativní větnou spřežkou (Osolsobě, Skočdopole, Hrejsemnou, Přinesdom, Nechoďdomů, Přinesdomů). Zde se praxe přechylování rovněž může lišit: varianta Osolsobová se nepoužívá, zatímco varianta Skočdopolová, Přinesdomová se vyskytují, obdobné rozdíly se mohou vyskytnout i při skloňování.
V jiných jazycích mají příjmení zpravidla podobnou škálu významů a způsobů vzniku, jejich původní význam či gramatická funkce původních koncovek však mohou být při převzetí do češtiny více či méně zastřeny a příjmení se tak buď přikloní k některému českému gramatickému tvaru, nebo zůstává nesklonné. Do českého prostředí pronikala a pronikají migrací. Vznikala též nuceným přidělením například Židům. Mnoho příjmení vzniklo překladem z původního jazyka do jazyka matričního (latinského, německého i českého) a případným dalším zkomolením či modifikací.
Přechylování příjmení do ženského tvaru je v českém prostředí stále převažujícím standardem, v některých vrstvách obyvatelstva, zejména kosmopolitních a feministických, se však prosazuje móda nepřechýlených příjmení.